# 催眠性指導
『催眠性指導』（さいみんせいしどう）は、 愛上陸による成人向け漫画作品、及びそれを原作としてルネピクチャーズから発売されたアダルトアニメ作品。官能小説やアダルトビデオも発売されている。

## ストーリー
催眠術を取得した男子高生が、通学先の女子高生や女性教師、女子高生の母親に暗示をかけ、様々な性行為をする。

## 登場人物
キャストは特記がない限りアダルトゲーム版。

### 主人公
田中 はじめ（たなか はじめ）
声 - 後野祭
高校2年生。性指導員を名乗る催眠術師。
体重が100 kg近くある肥満体。行為に至れば、複数回をこなす絶倫。

### 女子生徒たち

#### 彼氏持ち
交際相手のいる女子生徒。「彼氏との事前の練習」という名目で田中との性行為に及ぶ。
小幡 優衣（おばた ゆい）
声 - 桜水季
2年B組所属の女子高生。女子バスケ部所属。
本人の自己評価は低いものの、健康的な色気と朗な優しい性格から、男子からの人気は高い。

倉敷 玲奈（くらしき れいな）
声 - ももぞの薫
2年A組所属の女子高生。帰宅部。読者モデルをしている生意気ギャル。学外に大学生の彼氏がいるというが、田中との性行為から離れられなくなる。

坂上 明乃（さかがみ あけの）
声 - 蒼乃むすび
1年E組所属の女子高生。茶道部所属。清楚で真面目な優等生。学年でも1、2を争う人気の女子。

藤間 渚（ふじま なぎさ）
声 - 愛羅咲香（OVA）、疾風はる (ゲーム) 
2年D組の女子高生であり、陸上部に所属している。

篠原 美咲（しのはら みさき）
声 - 蒼乃むすび
2年B組所属の女子高生。女子バスケ部所属。

宮島 桜（みやじま さくら）
声 - 黒野ざくろ
3年D組所属の女子高生。剣道部部長。
真面目で清廉なため、誰からも好かれている。1年生の加瀬正文と交際していたが、性指導の標的となり、女子部員の前で性行為をさせられる他、「妊娠体験」などという理由で母の椿共々妊娠する。

#### 彼氏なし
現状、交際している相手はいない女子生徒。田中が思いついた「体験指導」という名目で食い散らかされる。
野崎 悠（のざき ゆう）
声 - みる
3年C組所属の女子高生。文芸部所属だが幽霊部員。
生来の面倒くさがり屋で怠惰な性格をしている。運動神経は皆無だが、大した勉強もしていないのに成績はそれなりに優秀。小柄な体格をしている一方、子ども扱いされると機嫌を損ねる。
催眠によって認識を歪められたまま初体験を終えるが、面倒だからと田中を呼びつけて性行為のみを楽しむようになる。

高峰 操（たかみね みさお）
声 - 赤井リア
2年B組所属の女子高生。空手部所属。
高身長で男勝りな性格と腕力ゆえ、「女としての魅力がない」と思いこんでいた。田中からの指導で褒められたことと田中の思い付きで運動部男子の前で性行為をさせられ、男子たちから視姦されたことで人目を感じる行為にハマりつつある。
実は可愛いものや少女漫画が大好きという女の子らしい趣味を持っている。

小森 瞳（こもり ひとみ）
声 - 愛羅咲香
1年B組所属の女子高生。茶道部所属。明乃の友人。

長谷川 茜（はせがわ あかね）
声 - 桜木季
1年E組所属の女子高生。陸上部所属。明乃の友人。

川嶋 夕子（かわしま ゆうこ）
声 - ももぞの薫
1年B組所属の女子高生。女子テニス部所属。明乃の友人。

鈴村 香帆（すずむら かほ）
声 - 一色ヒカル
3年D組所属の女子高生。弓道部部長。暗示で常識を改変されているため「社会の仕組み」という建前に納得してしまっている。

小林 綾香（こばやし あやか）
3年D組所属の女子高生。剣道部副部長。
桜や香帆の親友であり、特に桜とは小学生からの付き合い。やや世俗に疎い桜のことを気にかけており、公私で桜をサポートしている。年頃の女の子らしく色恋沙汰には敏感である。
正文へ向ける感情を自覚できていない桜に対して恋愛感情であることを悟らせるなど、剣道一筋で色恋沙汰に疎かった桜と正文の仲を後押しする。桜の「妊娠体験」を間近で見学することになり、激しい指導内容に疲弊する桜を気遣いつつも初めて見る桜の淫らな表情に衝撃を受ける。作中では綾香自身は見学に留まり、直接性指導を受ける機会は無かった。

### 男子生徒たち

#### 彼女持ち
交際相手のいる男子生徒。彼らは田中と彼女の性行為を見せ付けられながら、オナホールなどで手淫されるに留まっている。後述の加瀬正文のように彼女以外の相手を対象として性行為が認められる例外もある。
橘 大貴
1年D組所属の男子高生。陸上部所属。
小幡優衣と交際中。
喜多川 智明
1年E組所属の男子高生。サッカー部所属。
坂上明乃と交際中。
椎名 陸
3年C組所属の男子高生。弓道部所属。
高梨雫と交際中。
宮前 彰
3年D組所属の男子高生。文芸部所属。
沢渡涼子と交際中。
御手洗 晃
2年F組所属の男子高生。野球部所属。
藤間渚と交際中だが、交遊グループ内で告白された側であり、催眠に掛かっているとはいえ彼女に対する執着が薄い。
遠野 真吾
3年A組所属の男子高生。男子バスケ部所属。
篠原美咲と交際中。軽薄な見た目に反して真面目なようで、性指導を受ける彼女を励ましている。
加瀬 正文（かせ まさふみ）
声 - 御影丞
1年A組所属の男子高生。剣道部所属。身長が160 cm代前半という小柄でワイルドな外見であるが、礼節を重んじ勤勉さを備えた好青年。女子生徒からも人気があり、小林綾香を始めとする上級生からは可愛いと評判を受けている。3年生の宮島桜からは当初は弟のように思われていたが、綾香や香帆の後押しもあり、同時に告白する形で交際を開始した。入部当時から剣道初心者であるにもかかわらず1年生で唯一最後まで桜との練習に耐えるなど根気強さをみせており、桜の学園卒業後には新主将を任されている。桜の実家とも付き合いがあり、桜の父である宗佑からはいつも威圧されており、桜の祖父である喜一郎からは剣道の指南も受けている。桜の母である椿からはその性格から気に入られており、桜との交際に理解を示されている。性指導の標的となり、桜が「妊娠体験」を受ける様子を間近で見学することになり、桜が妊娠した後も妊娠した事実を自分の幸せとして享受している。桜と性行為に及んだ経験はないものの、正文自身も「筆下ろし指導」という性指導により、椿と性行為に及ぶ構想が作者によって示唆されている。

### PTA
母親や女性教師も、美人であれば理由を付けて田中に手を出される。相手の家に上がり込む際には夫や父親を含めた家族も催眠に掛ける。
宮島 椿（みやじま つばき）
声 - ももぞの薫
桜の母親。夫である宗佑との仲は良好だが、夫相手では満たされず、密かに性的な欲求不満を抱えている。
娘の桜に対する「妊娠体験」のために見本を見せるという名目で田中の相手をした結果、娘共々堕ちる。後に桜の恋人である正文の初体験の相手となることが言及されている。

小幡 夏美（おばた なつみ）
声 - 乃葉奈
優衣の母。暗示で常識を改変されているため、田中の要求も然して抵抗なく受け入れる。

倉敷 麗華（くらしき れいか）
声 - ももぞの薫
玲奈の母。性指導を行う田中を不適切と判断するが、意識を誘導され「自身の身体で確かめる」という名目で田中と肌を重ねるようになる。

御影 友姫（みかげ ゆうき）
声 - 葵時緒
体育教師。田中の性指導に反感を持っているが、実際には暗示で忘れさせられているだけで肉体的には開発されており、性指導の見本という名目で生徒たちの前で無様を晒されている。

## アダルトアニメ
2019年からルネピクチャーズのレーベル・ばにぃうぉ～か～によってOVA化されている。

### 各話リスト
| 話数 | サブタイトル   | 脚本 | 絵コンテ | 発売日        |
| --- | -------------- | ---- | -------- | ------------- |
| #1 | 小幡優衣の場合 | -    | -        | 2019年2月1日  |
| #2 | 倉敷玲奈の場合 | -    | -        | 2019年3月1日  |
| #3 | 宮島桜の場合   | -    | -        | 2020年12月4日 |
| 田中は、剣道部の部長・宮島桜に狙いを定める。彼女には加瀬正文という年下の恋人がおり、田中は2人の将来への展望を利用し、「妊娠体験指導」を行う。          |                |      |          |               |
| #4 | 宮島椿の場合   | -    | -        | 2020年12月4日 |
| 桜のへの妊娠体験指導を続けつつも、田中は彼女の母・椿を催眠にかける。椿は「子作りの手本」という建前で、我が子の前で田中とのセックスにいそしむ。         |                |      |          |               |
| #5 | -              | -    | -        | 2022年3月4日  |
| 田中は、優衣の家に行き、彼女の母・夏美に催眠術をかける。一方、玲奈の母・麗華は性指導をして回る彼への疑念から、彼に「性指導員の能力テスト」を要求する。 |                |      |          |               |
| #6 | -              | -    | -        | 2022年3月4日  |
| 田中は、高身長に悩む高峰操と、ものぐさな性格の野崎悠を狙う。                                                                                           |                |      |          |               |

## アダルトゲーム
2024年12月20日に、ネクストンのブランド・だーくワン！から発売された。
アダルトゲーム版は原作漫画の内容をさらに掘り進めた内容となっている。

### 開発（アダルトゲーム）
だーくワン！のデビュー作『催眠学習 -Secret Lesson-』が好評だったことから、関連作品を作ろうかという話がスタッフの間で持ち上がっていた。一方、『催眠学習 -Secret Lesson-』の原作者兼シナリオライターのNATORI烏賊はやりたいことはすべてやったと思っていた上、これをシリーズ化するとなるとキャラクターを新たに考える必要が出てきた。そこへ、同作の原画家を務めていた愛上陸から、「多くのキャラクターを用意する必要があるのならば、自分の同人漫画『催眠性指導』をゲーム化してはどうか」という提案が寄せられ、ネクストンのまついも承諾した。
『催眠学習 -Secret Lesson-』では物足りなさが指摘されていたことから、『催眠性指導』のゲーム化に当たってはフルプライスでいくことになった。当初の登場人物は5人程度だったが、開発が進むにつれてその数は増えていった。シナリオも通常のフルプライスの倍以上にあたる約3.8MBとなり、NATORI烏賊は『擬態催眠』以来、このボリュームの作品を手掛けたと鼎談の中で述懐している。また、本作は衆人環視の中でのHシーンもあるため、メインヒロインだけでなくモブキャラクターのセリフが多いという特徴もある。加えて、本作は複数人が登場するイベントCGが多い分作画担当者への負担が大きかったとまついは鼎談で語っており、これについてNATORI烏賊は催眠ものはハーレムエンドになりやすい傾向にあるため、1枚のCGに描かれる人数がどんどん増えると説明している。
ゲーム化が提言された時点では原作となる漫画は続いていたため、原作の世界観を大切にしつつも、「こんなとき田中はどうするか？」という感じでエピソードを掘り下げていき、最終的には「この学園で田中は何をしていくか」ということを描くことがコンセプトとなった。アダルトゲーム版オリジナルキャラクターである結城 愛莉は、「もし田中に助手がいたら…？」というアイデアに加え、原作の内容そのままでは田中がヒロインたちとセックスを繰り返すだけになってしまうことから、物語を立ちかえる存在として誕生した。その結果、愛莉のセリフ数は2000ワードを超え、愛莉は物語の主軸となった。まついも、同人作品をゲーム化すると短編の総集編のような感じになってしまうため、愛莉を主軸に据えたことで、1本のゲームとして成立したと鼎談の中で語っている。

## 官能小説
フランス書院から官能小説として発売されている。
- 巽飛呂彦『催眠性指導』フランス書院〈美少女文庫〉、2017年8月18日発売[6]。ISBN 978-4-82966-404-9。
- おくとぱす『催眠性指導 宮島桜と宮島椿の場合』フランス書院〈美少女文庫〉、2020年2月17日発売[7]。ISBN 978-4-82966-494-0。

## アダルトビデオ
以下のメーカーからアダルトビデオとして発売されている。
- 「催眠性指導 椎名そら 小幡優衣と橘大貴の場合」（メーカー：無垢、出演：椎名そら、発売日：2018年10月13日）
- 「原作:愛上陸「催眠性指導」シリーズより催眠性指導④妊娠体験指導」（メーカー：マドンナ、出演：北条麻妃、稲場るか、発売日：2020年12月7日）

### 註釈
1. ↑  この当時、愛上陸は人気作家として認知されており、ゲーム1本分の原画の仕事で拘束するのは不可能だろうとあきらめていたとまついは「BugBug」2024年9月号に掲載された鼎談で述懐している[5]。
2. ↑  まついは鼎談の中で、4180円という販売価格から『催眠学習 -Secret Lesson-』は小粒ではないとしている[5]。
3. ↑  NATORI烏賊は鼎談の中で、イベントCGのみの登場人物も入れるとものすごいことになると語っており、同人誌のメインキャラだけでなく、名前の付いたモブキャラクターもいると明らかにしている[5]。
4. ↑  NATORI烏賊はモブキャラクターのセリフの総数はちょっとサブキャラクターと同じくらいの量になると鼎談の中で語っている
5. ↑  まついは、自分の知らないキャラクターがCGに描かれていたこともあり、愛上陸に聞くこともあったと述懐している[5]。